# 加把劲 (蕾哈娜歌曲)
〈加把劲〉（英語："Work"）是巴貝多歌手蕾哈娜的录制歌曲，出自她的第八张专辑《反了》，由加拿大饶舌歌手德瑞克客串，該歌是《反了》的主打单曲并由西布雷街和Roc Nation在2016年1月27日发表。这首歌由派对在隔壁、德瑞克、蕾哈娜、蒙提·莫列、撒迪厄斯·哈勒爾、魯珀特·賽文·托馬斯、艾伦·里特和Boi-1da作曲，并由Boi-1da，40，托馬斯，里特和哈勒爾制作。这首舞厅和雷鬼的单曲，含有亚历山大·奥尼尔的歌曲〈如果今晚能见到你〉（1985）的编写。从字面上来看，这首歌结合了为钱而工作的主题，以及谈论情侣之间脆弱的关系。这首歌使用了牙买加方言和克里奧爾語。
〈加把劲〉入主《公告牌》百强单曲榜榜首，其成为了蕾哈娜第十四首和德瑞克第二首榜首单曲，并持续了九周。这首歌同时成功地在加拿大，丹麦，法国，西班牙，南非，比利时和荷兰入主榜首，也在澳洲，纽西兰，爱尔兰，英国和德国的榜单拥有前五名的成绩。
这首歌伴随着两个音乐录影带，并同时首发布于2016年2月22日。其中一个版本由X导演导演，另一个则由蒂姆·埃雷姆导演。这首歌更在2016年全英音樂獎上演出，德瑞克和SZA作为客串嘉宾共同出场。〈加把劲〉被称赞为带领舞厅类歌曲走向美国音乐的最前部，其成为继2006年尚恩·保羅的歌曲〈爱的体温〉后第一首在公告牌百强单曲榜榜首的舞厅歌曲。一名《公告牌》作家认为这首歌以及蕾哈娜自己突出地显示出了西印度文化而没有拨用其主流。

## 创作过程

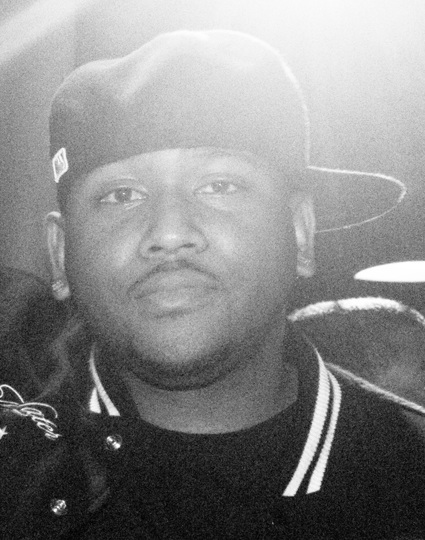
加拿大牙买加裔嘻哈音乐制作人Boi-1da制作了〈加把劲〉

〈加把劲〉由派对在隔壁、德瑞克，蕾哈娜，蒙提·莫列，撒迪厄斯·哈勒爾，魯珀特·賽文·托馬斯，艾伦·里特和Boi-1da作曲，并由Boi-1da，40，托馬斯，里特和哈勒爾制作。在2015年的夏天，托马斯，里特，Boi-1da和馬丁·梅森等人在德瑞克洛杉磯的房子生活了一周半的时间。托马斯描述在房子里所花费的时间就像是个「拍子工厂，每一个人坐在那里工作并一起合作。」
托马斯创作了一个受到了舞厅乐影响的拍子；接着他向Boi-1da展示并得到了其正面回应，「我们都是牙买加裔加拿大人。它就像什么东西在我们的DNA里，所以它把他叫醒，然后我们开始回想起所有90年代旧舞厅歌曲。」Boi-1da想到了注意就是採樣一个「旧校园舞厅韻律」，然后和弦则是和里特一起制作并通过它，「一切都顺其自然」。
当这首歌的声音完成后，Boi-1da发给了派对在隔壁写歌词，「他是一个难以置信的作家，并且他也是牙买加人。我想这就是为什么他能够拿出这些气氛和感觉。」托马斯说道。之后德瑞克听闻这首歌而爱上了它并打算去写和在里面录制歌词。不久后，布雷斯韋特住在蕾哈娜在馬里布的家并向她表演了歌曲。蕾哈娜在洛杉矶的西湖录音室录音，由马可·托瓦爾和迪克·哈勒爾负责录制；德瑞克在加州的桑德拉风暴录音室和在多伦多的SOTA录音室，由諾埃爾和诺亚·40·謝比卜负责录制。声音录制由托马斯·華倫协助，额外的聲帶则由派对在隔壁提供。曼尼·馬熱昆在拉腊比录音室混音〈加把劲〉，諾埃爾・坎貝爾和謝比卜则在多伦多的360录音室和SOTA录音室进行混音。克里斯·蓋林格在纽约的纯品声音录音室完成了母带。〈加把劲〉是蕾哈娜与德瑞克之间继2010年的〈我的名字是什麼？〉和2012年的〈照顾好自己〉后的第三次合作。

## 发行
在2015年发表单曲〈发狂边缘〉（与 肯伊·威斯特 和 保羅·麥卡特尼），〈婊子快点还我钱〉和〈美国气息〉之后，《公告牌》宣布蕾哈娜即将在2016年1月27日东部时区早上八时发布她的新单曲。在同一日，〈加把劲〉在全球的一些电台播放，其中包括英国的BBC广播一台。后来，其途径iTunes Store在大部分的城市来作为數位音樂下載并且串流于Apple Music，Spotify以及Tidal。  

## 商业表現

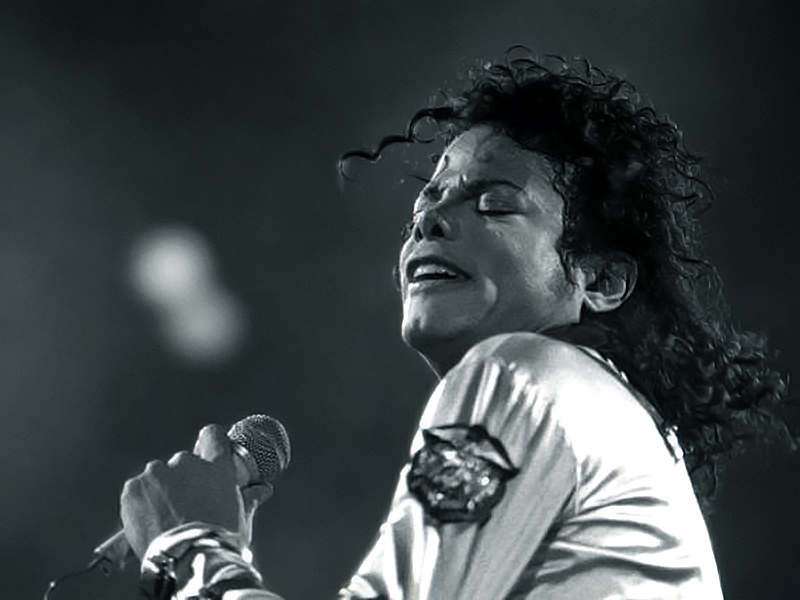
〈加把劲〉入主美国公告牌百强单曲榜榜首；这样做蕾哈娜就拥有了十四个榜首，打破了麥可·傑克森的记录并成为第三高拥有最多榜首的歌手。

### 美国
在2016年2月13日发出后，〈加把劲〉就在《公告牌》百强单曲榜首次亮相于第九名的成绩。它成为蕾哈娜第27个，德瑞克第15个頭十名次单曲，蕾哈娜继瑪麗亞·凱莉，珍娜·傑克森和艾爾頓·強之后第五最多在榜单上拥有頭十成绩的歌手。蕾哈娜从她的第一张单曲，〈Pon de Replay〉至〈加把劲〉，总共跨度了十年八个月而拥有了27个榜单頭十成绩，并成为了最快的个人歌手到如此高的成绩。其还成为蕾哈娜第五十首单曲入主公告牌百强单曲榜。〈加把劲〉以只用超过一天的时间就销售超过126,000的销量，首次亮相于美国数字歌曲的第一名，并成为蕾哈娜在榜单上第十四个榜首单曲。〈加把劲〉以44万的观众印象在美国电台歌曲排位第27名而且这是她的最高成绩。这首歌最成功的是在蓝调/嘻哈歌曲榜单上位列榜首，成为蕾哈娜第五个，德瑞克第十四个榜单榜首。在接着的那一周，〈加把劲〉賣出了额外的156,000张单曲并在百强单曲榜位列第七名。在第三周，这首歌在百强单曲榜位列第四名并成为蕾哈娜第二十首位列頭五的单曲，与麥可·傑克森和史提夫·汪達共同为第五最多拥有榜单位列頭五单曲的歌手。
在第四周，〈加把劲〉在百强单曲榜位列榜首并成为蕾哈娜第十四首美国榜首单曲并是有史以来第1052首榜首单曲。后来，她继披頭四樂團的二十首冠军单曲和瑪麗亞·凱莉的十八首冠军单曲成为第三高在榜单拥有最多冠军单曲的歌手。她打破了麥可·傑克森在他人生中拥有十三首冠军单曲的记录。另外，〈加把劲〉成为德瑞克在榜单上第二首的冠军单曲，第一首则为2010年的合作单曲〈我的名字是什麼？〉。因为一些问题，其只在电台歌曲榜单上升于頭十并成为其第二十四首頭十单曲，超越瑪麗亞·凱莉在榜单拥有二十三頭十单曲的成绩。在美国，这首歌连续九周在百强单曲榜的榜首上。〈加把劲〉在榜首第五周时，蕾哈娜的专辑《反了》在《告示牌》二百强专辑榜上重新夺得榜首，这是蕾哈娜第二次两次入榜首的专辑，第一次则是专辑《道歉太难》因其首发单曲〈璀鑽〉而重新回到榜首。当〈加把劲〉在榜单持续八周榜首时，其成为继〈找到愛〉保持十周冠军后第二呆在百强单曲榜最长时间的单曲。结果，蕾哈娜与披頭四樂團一样，成为以59周单曲持续在百强单曲榜的榜首上的第二高时间。接着的那一周，〈加把劲〉连续九周在冠军位置，其扩展了她的记录，以60周的时间打破了披头四的记录。蕾哈娜现在落后于瑪麗亞·凱莉以79周时间单曲在榜首上。
在2016年5月7日的一周，〈加把劲〉的榜首位置由Desiigner的〈熊猫〉替代。
在4月23日，〈加把劲〉打进告示牌舞曲榜榜首，成为第二十四首位列榜单榜首的单曲（只落后于瑪丹娜的46周）。〈加把劲〉成为德瑞克第一首榜单榜首的单曲。〈加把劲〉以11周非连续的时间位列蓝调/嘻哈歌曲榜单榜首。其成为蕾哈娜第十八首单曲超越一百万销量的里程碑。〈加把劲〉还在2016年5月5日以超过三百万的销量被RIAA认证为3張鉑金，成为2016年第一首白金单曲。

### 其他地区
〈加把劲〉在英国单曲排行榜2016年2月4日周期位列十三，在英国蓝调排行榜位列榜首。接着的一周，其跳到第四名，成为蕾哈娜在英国第二十七首頭五单曲。这是继2015年2月〈发狂边缘〉后第一次拿前三。其后在2016年3月3日，其在榜单上位列第二，并持续两周，均落后于盧卡斯葛拉漢樂團的〈那年七岁〉。〈加把劲〉以超过600,000的销售量被BPI认证为铂金。其有两个星期在法国榜单榜首，成为了蕾哈娜在法国第六首冠军单曲，成为有史以来第二高。这首单曲以2.056百万串流破了在单一星期内最多串流的记录。
〈加把劲〉在2016年3月12日入主加拿大榜单榜首，其成为蕾哈娜第十首冠军单曲。其成为在加拿大百强单曲榜历史上最多冠军单曲的歌手并与凱蒂·佩芮齐名。这也是德瑞克第一首在家乡榜单的冠军单曲。当〈加把劲〉在榜首位置持续四星期时，蕾哈娜总共花费了42周时间在榜单榜首上，成为最长时间的歌手。〈加把劲〉发布一个月后被音乐加拿大认证为金。〈加把劲〉在榜单上位列第五，并在发布两个月后以超过70,000的销量认证为铂金。〈加把劲〉继2007年〈不要停掉音乐〉后第二首单曲在百强单曲榜位列第一。

## 现场表演
2016年2月24日，蕾哈娜在2016年全英音樂獎与SZA表演〈考虑〉（"Consideration"）和第一次与德瑞克共同现场表演〈加把劲〉。

## 音乐录影带
单曲所随同的音乐录影带在2月5日拍摄与多伦多的真混蛋餐厅（英語：Real Jerk）。蕾哈娜其后通过她的推特账户公布其首播于2016年2月22日，并通过YouTube发行了部分影片片段。其一共有两个版本，第一个版本是由X导演导演，而第二个版本则由蒂姆·埃雷姆导演。其音乐录音带在17日内观看次数超过一亿而因此被vevo认证。其之后成为蕾哈娜被Vevo认证的第二十五个录影带，也是最多被认证的歌手。
第一个录影带展示了蕾哈娜与一群人在夜店里跳舞。其中有一些镜头蕾哈娜在镜子前跳舞，德瑞克在说唱而蕾哈娜还是在跳舞，还有一酒保将伏特加倒入玻璃杯中。
第二个录影带几乎是以一次性镜头通过，蕾哈娜与德瑞克在一间充满粉红霓虹灯的房间里。蕾哈娜穿着一件穿透的衣服，德瑞克则坐在背景的沙发上。

## 混音
在2016年2月9日，饶舌歌手速可達福星通过SoundCloud发布了他的混音。
在2016年2月17日，奈及利亞歌手Burna Boy发布了他的〈加把劲〉混音歌词录影带。
在2016年2月29日，四个混音通过Jams.to被发布，同时有两个在3月5日发布。
在2016年3月6日，美国饶舌歌手Lil Mama发布了这首歌的混音。Lil Mama的版本使用了同样的产品和副歌但是伴随着新的嘻哈歌词。Lil Mama的版本也发布了录影带，她重新创作了原本的录影带随着编排的舞蹈动作。
Beniton发布了这首歌的流行混音，其在英国Bashment场景获得广泛支持。
在2016年3月8日，Dj Dodger Stadium(DJDS)通过SoundCloud发布了一个80年代迷幻混音。
在2016年3月12日，三个额外的混音通过Jams.to被发布。2016年3月16日，一个额外的混音通过SoundCloud被发布；〈加把劲〉Rice N' Peas n J Remy Remix),由杰伊·尚恩主唱。
在2016年3月19日，《加把劲(混音)》迷你专辑通过Tidal正式发布。包括：1.R3HAB REMIX (2.Extended Remix 和 3.Extended Instrumental), 4.Burns' Late Night Rollin' Remix，5. Bad Royale Remix (6. Bad Royale Remix)，7. Lost Kings Remix (8. Extended Remix)。美国的制片人Ookay和Yultron发布了这首歌的混音，混合了一个Trap乐迷幻拍子。这个混音通过SoundCloud Yultron的账户发布。
在2016年3月27日，两个额外的混音通过Jams.to发布；蕾哈娜（客串 德瑞克）-〈加把劲〉(Perry Twins Remix)和蕾哈娜-〈加把劲〉 客串 德瑞克（Luca Lush Remix）。

## 单曲列表
- 数字下载[36][37]

1. 〈加把劲〉 （客串 德瑞克） – 3:39

- 混音 [38]

1. 〈加把劲〉 （R3hab Remix） （客串 德瑞克） – 3:39
2. 〈加把劲〉 （R3hab Extended Remix） （客串 德瑞克） – 3:59
3. 〈加把劲〉 （R3hab Extended Instrumental） – 3:59
4. 〈加把劲〉 （BURNS' Late Night Rollin Remix） （客串 德瑞克） – 3:43
5. 〈加把劲〉 （Bad Royale Remix） （客串 德瑞克） [Explicit] – 3:42
6. 〈加把劲〉 （Bad Royale Remix） （客串 德瑞克） [Clean] – 3:43
7. 〈加把劲〉 （Lost Kings Remix） （客串 德瑞克） – 4:19
8. 〈加把劲〉 （Lost Kings Extended Remix） （客串 德瑞克） – 4:50

## 榜单表现
| 榜单（2016）                             | 最高 排位 |
| ---------------------------------------- | --------- |
| 澳大利亚（澳大利亚唱片业协会單曲榜）     | 5         |
| 奥地利（Ö3四十强单曲榜）                 | 14        |
| 比利时佛兰德（Ultratop五十强单曲榜）     | 6         |
| 比利时 （Ultratop Flanders Urban）       | 1         |
| 比利时瓦隆（Ultratop五十强单曲榜）       | 1         |
| 巴西 （Billboard Hot 100）               | 1         |
| 加拿大（Canadian Hot 100）               | 1         |
| 哥伦比亚 （National-Report）             | 4         |
| 捷克（百強數位單曲榜）                   | 3         |
| 丹麥（Hitlisten单曲榜）                  | 1         |
| 芬兰（芬蘭官方單曲榜）                   | 10        |
| 法国（法國唱片出版業公會單曲榜）         | 1         |
| 5                                        |           |
| 匈牙利（四十强电台榜）                   | 37        |
| 匈牙利（四十強單曲榜）                   | 7         |
| 愛爾蘭（愛爾蘭唱片音樂協會单曲榜）       | 2         |
| 以色列（媒体森林电台榜）                 | 7         |
| 意大利（意大利音乐产业联盟单曲榜）       | 5         |
| 韩国（Gaon国际單曲榜）                   | 28        |
| 墨西哥（《Billboard》）                  | 2         |
| 荷兰（荷蘭四十強單曲榜）                 | 2         |
| 荷兰（百强单曲榜）                       | 1         |
| 新西兰（新西兰唱片音乐协会单曲榜）       | 2         |
| 挪威（世道單曲榜）                       | 4         |
| 波蘭（波蘭百大電台榜）                   | 52        |
| 葡萄牙 （Portugal Digital Songs）        | 2         |
| 蘇格蘭（官方榜单公司單曲榜）             | 5         |
| 斯洛伐克（百強數位單曲榜）               | 2         |
| 南非（非洲娛樂監測单曲榜）               | 1         |
| 西班牙（西班牙音樂製作協會）             | 2         |
| 瑞典（瑞典最熱榜）                       | 2         |
| 瑞士（瑞士热门音乐榜）                   | 9         |
| 英國（官方榜单公司單曲榜）               | 2         |
| 英國（官方榜单公司節奏藍調榜）           | 1         |
| 美国（《告示牌》百大單曲榜）             | 1         |
| 美國（《告示牌》Dance Club Songs）       | 1         |
| 美國（《告示牌》Dance/Mix Show Airplay） | 2         |
| 美國（《告示牌》Hot R&B/Hip-Hop Songs）  | 1         |
| 美國（《告示牌》Pop Airplay）            | 8         |
| 美國（《告示牌》Rhythmic Songs）         | 1         |

## 銷量認證
| 地區                                                       | 认证    | 认证单位/销量 |
| ---------------------------------------------------------- | ------- | ------------- |
| 澳大利亚（澳大利亚唱片业协会）                             | 2× 铂金 | 140,000‡      |
| 比利时（比利時唱片音樂協會）                               | 铂金    | 30,000‡       |
| 加拿大（加拿大音乐协会）                                   | 金      | 0*            |
| 丹麦（國際唱片業協會丹麥分會）                             | 铂金    | 60,000^       |
| 意大利（意大利音乐产业联盟）                               | 2× 铂金 | 100,000‡      |
| 新西兰（新西兰唱片音乐协会）                               | 2× 铂金 | 30,000*       |
| 波兰（波蘭音像製造商協會）                                 | 铂金    | 20,000‡       |
| 西班牙（西班牙音樂製作協會）                               | 2× 铂金 | 80,000‡       |
| 瑞典（瑞典唱片業協會）                                     | 3× 铂金 | 120,000‡      |
| 英国（英国唱片业协会）                                     | 铂金    | 667,000       |
| 美国（美國唱片業協會）                                     | 3× 铂金 | 1,610,000     |
| *僅含認證的實際銷量 ^僅含認證的出貨量 ‡僅含認證的+實際銷量 |         |               |

## 发行历史
| 地区   | 日期          | 格式     | 厂牌                | 参考   |
| ------ | ------------- | -------- | ------------------- | ------ |
| 澳洲   | 2016年1月27日 | 數位發行 | Roc Nation 西布雷街 | [ 90 ] |
| 巴西   | 2016年1月27日 | 數位發行 | Roc Nation 西布雷街 | [ 91 ] |
| 加拿大 | 2016年1月27日 | 數位發行 | Roc Nation 西布雷街 | [ 92 ] |
| 法国   | 2016年1月27日 | 數位發行 | Roc Nation 西布雷街 | [ 93 ] |
| 德国   | 2016年1月27日 | 數位發行 | Roc Nation 西布雷街 | [ 94 ] |
| 意大利 | 2016年1月27日 | 數位發行 | Roc Nation 西布雷街 | [ 95 ] |
| 纽西兰 | 2016年1月27日 | 數位發行 | Roc Nation 西布雷街 | [ 96 ] |
| 西班牙 | 2016年1月27日 | 數位發行 | Roc Nation 西布雷街 | [ 97 ] |
| 美国   | 2016年1月27日 | 數位發行 | Roc Nation 西布雷街 | [ 36 ] |
| 英国   | 2016年1月27日 | 數位發行 | Roc Nation 西布雷街 | [ 98 ] |

## 外部連結
- YouTube上的原聲帶